# Bobgunnia madagascariensis
Espèce
Classification phylogénétique
Bobgunnia madagascariensis est une espèce de plantes à fleurs de la famille des Fabaceae. C'est un arbre trouvé en Afrique tropicale. L'Université de Lausanne a effectué des recherches au Zimbabwe sur cette plante pour le compte de Phytera et breveté une substance antifongique provenant de sa racine.

## Synonyme
- Swartzia madagascariensis Desv.
- Tounatea madagascariensis (Desv.) Kuntze